# Arne Jernelöv
Arne Jernelöv, född 1941, är en svensk miljövårdsbiolog och forskare. Han var verksam vid IVL Svenska Miljöinstitutet i olika funktioner och med kortare uppehåll från 1967. Han tillades professors namn 1978 och blev samma år invald som ledamot av Ingenjörsvetenskapsakademien.
2010 utgav han Amazonia – den framtida värld där kvinnor styr (58 sidor, ny utgåva 2011).